# Droga Albrechta
Droga Albrechta (dawniej niem.  Albrecht Weg ) – górska droga gruntowa o znaczeniu historycznym i gospodarczym w Masywie Śnieżnika, w gminie Stronie Śląskie, (powiat kłodzki).

## Przebieg i opis
Gruntowa droga leśna w Sudetach Wschodnich, na obszarze Masywu Śnieżnika, prowadząca przez teren Śnieżnickiego Parku Krajobrazowego z Międzygórza na Przełęczą Puchaczówka. Droga w przeszłości stanowiła jedną z ważniejszych dróg leśnych zbudowanych po 1838 roku w celu ułatwienia eksploatacji lasów.
Droga Albrechta bierze swój początek na wysokości 924 m n.p.m. na północno-zachodnim zboczu Czarnej Góry od skrzyżowania z Drogą Izabeli i prowadzi w kierunku południowo-zachodnim trawersując wschodnie zbocze wzniesieniem Przednia i przechodząc pomiędzy Czarną Górą i Jaworową Kopą po wschodniej stronie oraz wzniesieniem Przednia  po zachodniej stronie. Droga prowadzi do Międzygórza głównie wśród lasów świerkowych i świerkowo – bukowych, które w górnej partii pod koniec XX wieku zniszczyła klęska ekologiczna a droga w górnej partii zyskała na atrakcyjności, ponieważ odsłoniły się przepiękne widoki na Czarną Górę, Śnieżnik i dalsze szczyty Masywu Śnieżnika. Najwyższą wysokość droga osiąga na poziomie (900 m n.p.m.) na skrzyżowaniu z „Drogą Izabeli” .Odnoga odchodząca od Drogi Albrechta na dużym skrzyżowaniu dróg leśnych prowadzi na grzbiet łączący Czarną Górę z Igliczną.
Droga Albrechta znajdowała się w obrębie posiadłości księżniczki Marianny Orańskiej (małżonki księcia pruskiego Fryderyka Henryka Albrechta Hohenzollerna), które obejmowały sporą część Masywu Śnieżnika. W tym czasie na dużą skalę rozbudowywano Międzygórze i w związku z tym projektowano drogi na potrzeby rozwijającej się turystyki. Drogę Albrechta podobnie jak pozostałe leśne dukty w Masywnie Śnieżnika wybudowano w XIX wieku na polecenie księżnej Marianny. Droga swoją nazwę wzięła od imienia małżonka księżnej. Trakt ten stanowił w przeszłości połączenie Międzygórza z popularną wówczas gospodą "Domek Czarnogórski" (dawniej niem. Schwarzerberg na Przełęczy Puchaczówka a następnie ze Stroniem Śląskim i Lądkiem-Zdrój.

## Szlaki turystyczne
Znacznym odcinkiem Drogi Albrechta prowadzi  szlak turystyczny z Międzygórza na Przełęcz Puchaczówka.